# Return of the Trill
Return of the Trill è il quinto album del rapper statunitense Bun B, pubblicato nel 2018.

## Tracce
1. Trill Over Everything (featuring Killa Kyleon) – 4:34 – Big K.R.I.T.
2. Recognize (featuring T.I. & Big K.R.I.T.) – 3:02 – Big K.R.I.T.
3. KnoWhatImSayin' (featuring Slim Thug & Lil' Keke) – 3:52 – Big E
4. Outta Season (featuring Big K.R.I.T.) – 4:17 – Big K.R.I.T.
5. Traphandz (featuring Yo Gotti & 2 Chainz) – 4:19 – Mannie Fresh
6. Blood on the Dash (featuring Gary Clark Jr.) – 4:17 – Big K.R.I.T.
7. Myself (featuring Run the Jewels) – 4:11 – El-P
8. Rudeboi (featuring Lil Wayne) – 4:05 – Oktober1st
9. Hoes from da Hood (featuring Beat King) – 3:37 – Beat King
10. Slow It Down – 3:30 – Big K.R.I.T.
11. Never Going Back (featuring Giggs) – 3:48 – B. Barber
12. U a Bitch (featuring Pimp C) – 4:22 – Corey Mo
13. Grow Up (featuring 8Ball & MJG) – 3:52 – Big E
14. Gone Away (featuring Leon Bridges & Gary Clark Jr.) – 4:54 – Big K.R.I.T.

## Classifiche
| Classifica (2018)         | Posizione massima |
| ------------------------- | ----------------- |
| Stati Uniti               | 150               |
| US Top R&B/Hip-Hop Albums | 9                 |